# Kaduengang
Kaduengang is een bestuurslaag in het regentschap Pandeglang van de provincie Banten, Indonesië. Kaduengang telt 2211 inwoners (volkstelling 2010).